# ソード・ワールドPC
『ソード・ワールドPC』とは、グループSNEが制作したテーブルトークRPGの『ソード・ワールドRPG』をコンピュータRPG化したPC-9800シリーズ用のパソコンゲームである。発売はT&E SOFT。シナリオは下村家惠子が作成、イラスト（キャラクター、背景全て）は米良仁（白井影二）が担当した。

## 開発経緯
テーブルトークRPGである『ソード・ワールドRPG』のシステムをコンピュータ上で、完全再現することを目標にしたために開発に3年近くかかり、当初開発を担当していたクリスタルソフト（XTALSOFT）が経営難でT&E SOFTに救済合併されたが、ソード・ワールドPC自体は開発中止になることも無くT&E SOFTから1992年11月に発売された。

## 特徴
「ミッションクリア型」という短い一話完結のシナリオをクリアしてゆくことで、ゲームを進行してゆく。シナリオ間で前後関係があるものや、根幹のストーリーを形成するシナリオ群も存在する。
全てのシナリオをクリアする必要はなく、プレイヤーの選択によって引き受けなくても良いものや、クリア失敗してもゲームが進行してゆくものが存在する。
開発段階では100本のシナリオが企画、作成されたが、容量の問題などにより実際のゲーム中に採用されたシナリオは50本強。1993年に角川書店より『ソード・ワールドSFC・PC全シナリオ100本集』というタイトルでテーブルトークRPG版のシナリオ集として発売された。
多くのコンピュータRPGと大きく異なる特徴として、経験点の獲得が挙げられる。ただひたすらに戦闘をこなしても殆ど経験点がもらえないかわりに、与えられた「シナリオ」をクリアすることで多くの「経験値」を得てレベルアップするシステムになっている。このシナリオ重視のシステムは元となったテーブルトークRPGのスタイルを忠実に再現している。（ただし、能力値はテーブルトーク版では滅多なことでは変動しないのに対して、本作では比較的簡単に上昇させられる）
なお、本作品では技能レベルの上限が5となっている。これはソード・ワールドRPGの基本ルールブックのみを使用してプレイする場合の上限レベルに等しい（レベル6～10は上級ルールブックでサポートされている）。

## 関連作品
- T&Eソフト製作
  - ソード・ワールドSFC
『ソード・ワールドPC』のスーパーファミコン版として1993年8月に発売。メインとなるシナリオは同一。一部のサブシナリオがPCで不採用になったものと入れ替えられている。
  - ソード・ワールドSFC2 いにしえの巨人伝説
1994年7月発売。パソコン版の移植だった前作と異なり、完全新規ストーリーである。
- G-mode製作
  - ソード・ワールドmobile
- 小説
  - 『死せる神の島』 原案：安田均 著：下村家惠子
全2巻。本作品のメインストーリーのノベライズ。